# 장양호
장양호는 대한민국의 텔레비전 드라마 연출감독이다.

## 드라마
- 2016년 SBS 월화 미니시리즈 《달의 연인 - 보보경심 려》 ... 공동연출
- 2017년 tvN 주말 미니시리즈 《명불허전》 ... 공동연출
- 2019년 tvN 수목 미니시리즈 《그녀의 사생활》 ... 공동연출
- 2020년 tvN 목요 1부작 단막극 《드라마 스테이지 2020 - 이의 있습니다》 ... 연출
- 2020년 OCN 토일 오리지널 드라마 《본 대로 말하라》 ... 공동연출
- 2020년 ~ 2021년 tvN 토일 미니시리즈 《철인왕후》 ... 공동연출
- 2021년 TVING 2부작 주말 미니시리즈 《철인왕후: 대나무숲》 ... 연출
- 2022년 tvN 토일 미니시리즈 《환혼》 ... 공동연출
- 2022년 TVING 금요 미니시리즈 《술꾼도시여자들 2》 ... 공동연출
- 2022년 ~ 2023년 tvN 토일 미니시리즈 《환혼 빛과 그림자》 ... 공동연출
- 2024년 KBS2 월화 미니시리즈 《함부로 대해줘》 ... 연출